# Le Tarent
Le Tarent är en bergstopp i Schweiz. Den ligger i distriktet Aigle och kantonen Vaud, i den sydvästra delen av landet, 70 km söder om huvudstaden Bern. Toppen på Le Tarent är 2 547 meter över havet.